# Ulf Fiedler
Ulf Fiedler (* 2. Dezember 1930 in Blumenthal; † 26. Juni 2022 in Bremen) war ein deutscher Berufsschullehrer und Rönnebecker Heimatkundler, Schriftsteller und Maler, der Romane und Theaterstücke, heimatkundliche und biographische Essays schrieb.

## Leben
Fiedler lernte in seinem Elternhaus in Blumenthal die Werke der Klassik kennen. Mit zwölf Jahren fing er an zu malen. Er besuchte die Kunstschule und absolvierte eine handwerkliche Lehre. Die längste Zeit seiner Berufstätigkeit arbeitete er als Berufsschullehrer an der Schule Alwin-Lonke-Straße in Grambke, wo er die Fächer Kunstgeschichte, Farbenlehre und Grafik unterrichtete.
Neben der Arbeit als Lehrer betätigte sich Fiedler auch als Autor. In zwei Romanen arbeitete er seine Erinnerungen an die Kindheit in den 1930er Jahren und in der Kriegszeit auf. In einem heimatkundlich-geschichtlichen Buch porträtiert er die Stadtteile, Landschaften und historischen Persönlichkeiten des Bremer Nordens. Ein besonderer Fokus lag dabei auf den norddeutschen Schriftstellern und Dichtern, die er zudem noch in einem weiteren Buch porträtierte. Hierbei befasste er sich ausgiebig mit Tami Oelfken, Hermann Allmers und ganz besonders mit Manfred Hausmann, mit dem ihn eine Freundschaft verband. Hausmann hatte in seinen frühen Romanen die Atmosphäre der Wandervogelbewegung beschrieben hat, mit der sich auch Fiedler verbunden fühlte.
Fiedler hat sechs Theaterstücke geschrieben und inszeniert und dabei die Kulissen selbst gemalt: „Christan von Schwanewede – Ritterstreit und Liebeley“, „Schiffbaumeister Johann Lange“, „Lesmona – eine Sommerliebe“, „Worpswede – eine Moorlegende“, „Die Affäre Effi Briest“, „Der Schimmelreiter“, „Der Bremer Norden“. 
In den Bildern Fiedlers ist phasenweise der Einfluss der Worpsweder Malschule erkennbar. Er hat aber auch in Mittelmeerländern gemalt und dabei mit den kräftigeren Farben und Lichtkontrasten des Südens gearbeitet. Und er hielt Vorträge zu Literatur und Kunstgeschichte des Bremer Nordens, hatte viele Konzert- und Ausstellungsbesprechungen in der regionalen Presse sowie Mitgestaltungen lokaler Rundfunksendungen auf Radio Bremen.

## Schriften (Auswahl)
- 1977: Bremen-Nord. Portrait einer Stadtlandschaft
- 1978: Der Mond im Apfelbaum. Eine Geschichte für Nachdenkliche und heitere Leute.
- 1978: Mein Bruder und ich: Geschichten aus den dreißiger Jahren
- 1982: Das alte Blumenthal in Bildern
- 1988: Leben auf gut Glück – Vom Hufschmied zur Dienstwohnung mit Zimmerpalme; Bremer Alltagsgeschichten
- 1998: Manfred Hausmann neu entdeckt
- 2013: Der Bremer Norden – Leben und Arbeiten an Weser und Lesum